# Besozzo
Besozzo (Besòz in dialetto varesotto) è un comune italiano di 8 736 abitanti della provincia di Varese in Lombardia.
Adagiato tra le colline che si distendono tra il lago di Varese e il Verbano, Besozzo è attraversato dal fiume Bardello.

## Storia
Situato al centro di antichi percorsi che dai passi alpini scendevano verso la pianura lombarda, Besozzo è già conosciuto in epoca romana, e appartenne nel medioevo al territorio pievano di Brebbia.
Il nucleo antico del paese, nella parte alta del borgo a dominare il corso del Bardello, fu presto fortificato per controllare il traffico e il passaggio delle strade nella sottostante vallata del fiume.
Ancora oggi la fisionomia di Besozzo superiore è data dai diversi edifici abitati nel medioevo e nel rinascimento dalle nobili famiglie dei Besozzi e Castelbesozzo, nativi del posto e rami di una stessa antica famiglia, che ebbero un ruolo importante nel panorama politico ed economico di tutta la plaga per diversi secoli. 
Ai Besozzi si deve il cosiddetto Castello, che tra il Quattrocento e il Cinquecento costituiva l'unico esempio di fortificazione del varesotto sede di una famiglia avente diritti feudali ma non appartenente alla casata dei Visconti (ad ogni modo alleati dei Besozzi).
Da non dimenticare, nel quadro territoriale del Comune, i centri abitati delle frazioni di Bogno, Cardana e Olginasio, che mantengono autonome e caratteristiche fisionomie urbane.
Bogno, Cardana e Olginasio furono comuni autonomi soppressi e annessi a Besozzo una prima volta in età napoleonica, riottenendo l'autonomia sotto il Regno Lombardo-veneto fino all'epoca fascista, quando furono soppressi nuovamente e aggregati a Besozzo il 22 gennaio 1928.

### Simboli
Lo stemma e il gonfalone sono stati concessi con decreto del presidente della Repubblica del 26 febbraio 1957.
Lo stemma si presenta: partito semitroncato: il primo d'azzurro, all'aquila, coronata d'oro; nel secondo di rosso, all'aquila al volo spiegato, coronata d'oro; il terzo d'argento, al castello di rosso.
Di rosso, all'aquila spiegata e coronata d'oro è lo stemma della famiglia Besozzi.
Il gonfalone è un drappo partito di rosso e d’azzurro.

## Monumenti e luoghi d'interesse

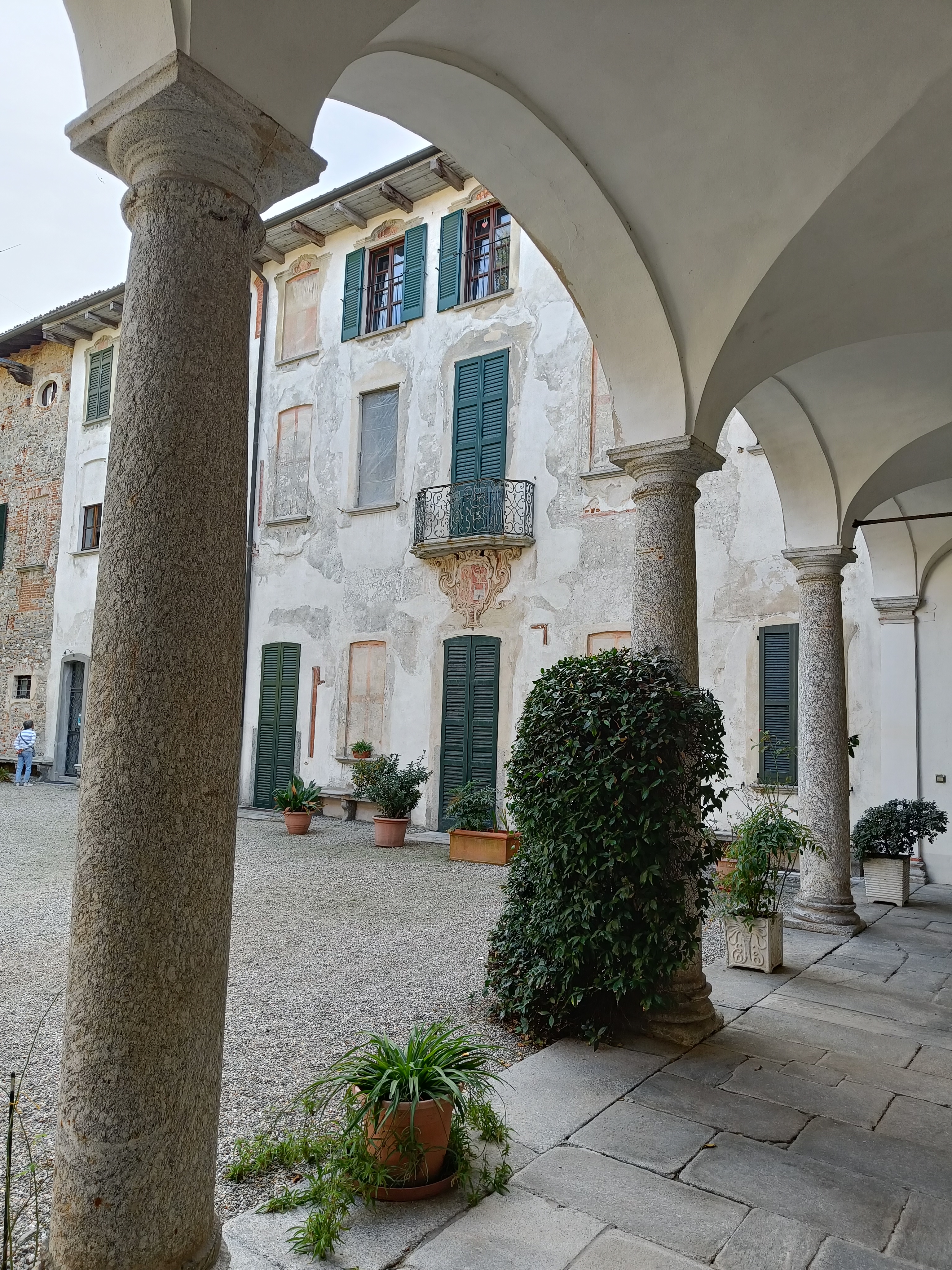
Palazzo Besozzi Adamoli

### Architetture civili
Su tutti i palazzi spicca il nucleo originario delle dimore dei Besozzi denominato il Castello. Il corpo settentrionale, sorto sulle antiche strutture fortificate, è conosciuto come Castello Cadario, contraddistinto da una elegante torre d'ingresso tardorinascimentale con una leggera loggia a colonne su beccatelli che la conclude nella parte sommitale e un bel portale bugnato fiancheggiato da due colonne. All'interno si apre un raccolto cortile su possenti colonne in pietra d'Angera.
Di fronte al Castello Cadario, ma sempre facente parte dello stesso nucleo originario, è il palazzo Adamoli, con impianto a "U", frutto di trasformazioni e modifiche di una casa-forte dei Besozzi, con bel portale d'ingresso di fattura rinascimentale e un elegante cortile con decorazioni e balconcini settecenteschi. il palazzo, residenza del patriota rinascimentale Giulio Adamoli, ospitò Giuseppe Mazzini e Giuseppe Garibaldi. Tra i due edifici, nel parco, sussiste ancora l'antica torre del primitivo castello medievale, in massiccia muratura in pietra a vista.
Ai piedi del castello, nelle antiche strade del borgo, si sgranano gli antichi palazzi delle casate Besozzi, che conservano tutti i nobili segni del passato con notevoli elementi architettonici: portali, cortili, colonnati, decorazioni scultoree, balconi in ferro battuto, scaloni interni, bei giardini. Tra tutti si evidenziano i palazzi Contini, Cà Marchetta, casa Bossi, il cosiddetto Palazzo, l'attuale Sede comunale e le adiacenti case lungo la via Mazzini.

### Architetture religiose
Sulla collina di fronte al castello, si raggruppa il nucleo religioso del borgo, formatosi già nel medioevo come antico monastero benedettino di Sant'Alessandro documentato come esistente nel 968, ma che assunse forme più evidenti quando l'ex monastero di San Colombano di Cardana e soprattutto l'antica pieve di Brebbia fu trasferita a Besozzo nel 1574 dal cardinale arcivescovo Carlo Borromeo.

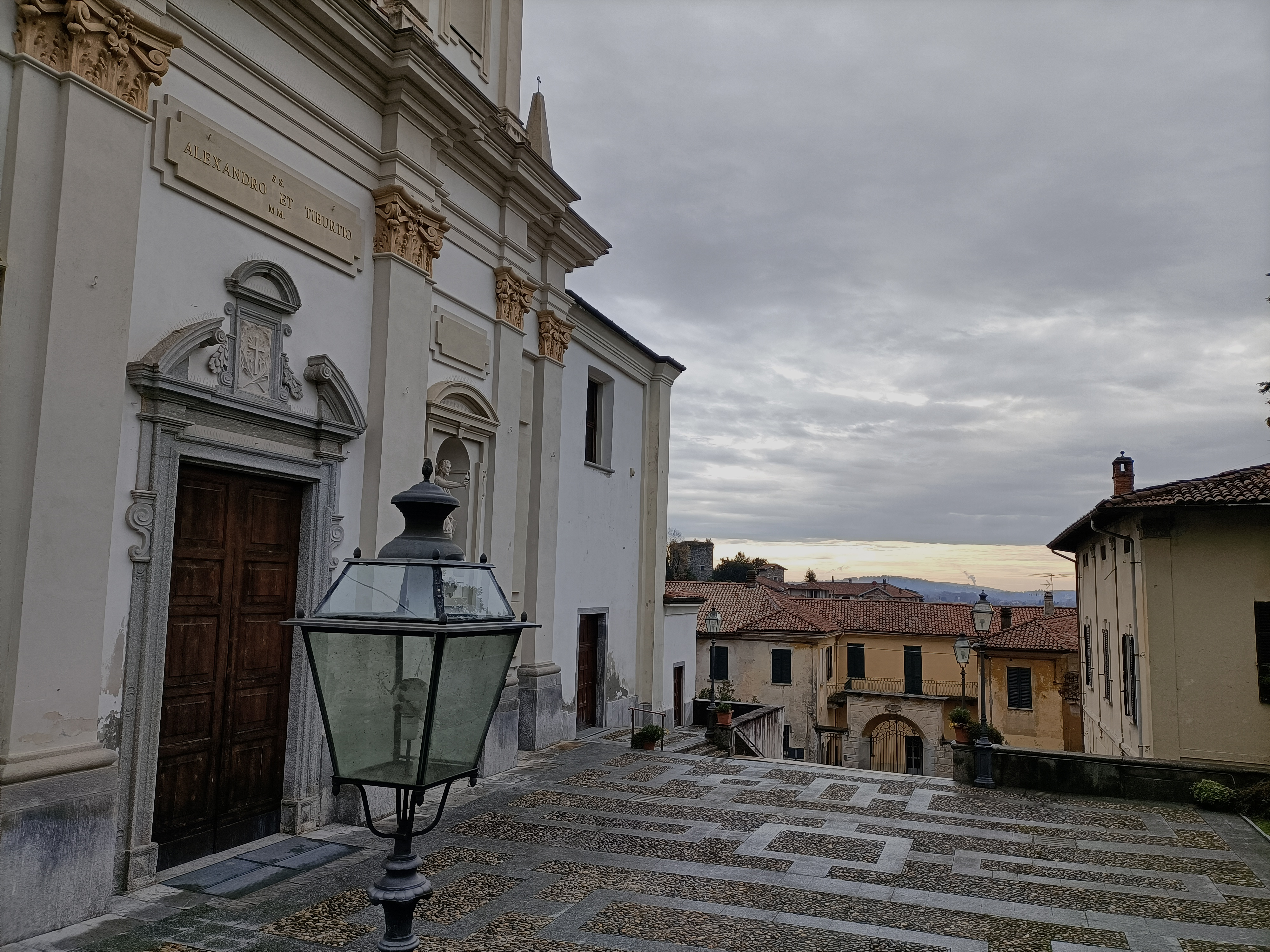
Chiesa dei santi Alessandro e Tiburzio

La seicentesca chiesa prepositurale dei Santi Alessandro e Tiburzio, dalle eleganti forme del barocco lombardo, presenta all'interno, più volte modificato, un'ampia unica navata con cappelle laterali. Notevoli elementi artistici si riscontrano nella cappella della Madonna del Rosario, con esuberanti decorazioni a stucco, e nel marmoreo altare maggiore, opera settecentesca della bottega dei Buzzi di Viggiù. Conserva un organo tardo neoclassico del 1884, opera di Giacomo Mascioni e figli di Azzio.
Dalla prepositurale si sale per un viottolo affiancato dalle edicole della Via Crucis all'oratorio di S. Nicone, dove si venera il corpo del beato Nicone, conservato in una pregevole teca sull'altare maggiore. All'interno dell'oratorio le pareti presentano ricche decorazioni prospettiche settecentesche dei Baroffio di Varese, mentre sul lato settentrionale della navata si aprono due cappelle. Ai piedi della scalinata che sale alla prepositurale si allungano sulla via gli edifici canonicali, con bei cortiletti e logge verso il paese.

### Archeologia industriale
Il nucleo abitato di Besozzo inferiore ha un aspetto più moderno e rappresenta il centro della vita commerciale del paese. Sorto attorno agli antichi mulini, folle e segherie che si disponevano lungo le rive del Bardello fin dal medioevo, ebbe un periodo di riqualificazione tra la fine dell'Ottocento e l'inizio del Novecento quando sorsero diversi opifici industriali cartari e cotonieri. Ancor oggi sussistono alcuni di quegli edifici industriali, ormai dismessi, che rappresentano interessanti elementi architettonici di archeologia industriale, come la fabbrica Sonnino, degni di essere salvaguardati e valorizzati. La presenza delle fabbriche favorì la collocazione in Besozzo inferiore della Stazione ferroviaria e da qui i nuovi quartieri residenziali d'inizio Novecento lungo la via Roma e la via XXV Aprile. Ancor oggi via XXV Aprile rappresenta il corso commerciale di Besozzo, con negozi, banche e uffici.

### Il faro
Simbolo del paese è il Faro, monumento ai caduti della Prima Guerra mondiale inaugurato nel 1927.
Esso si erge su una terrazza, dedicata nel 2022 al Milite Ignoto.

### La pieve
Il 6 ottobre 1574 il cardinale Carlo Borromeo trasferì all'ex monastero dei Santi Alessandro e Tiburzio di Besozzo la sede della previgente pieve dei Santi Pietro e Paolo di Brebbia. L'antica città di Brebbia infatti, che intorno al 1000 era un discreto centro urbano, si era di molto ridimensionata nel suo prestigio. Nell'ambito delle sue misure di adeguamento alla modernità, San Carlo decise quindi di riflettere il mutamento intervenuto nel tessuto urbano della zona, e cambiò la sede plebanea. Besozzo ebbe quindi un prevosto cui per quattro secoli furono sottoposte le seguenti parrocchie:
- Santi Pietro e Paolo di Brebbia[10]
- Santo Stefano protomartire di Bardello[11]
- San Lorenzo martire di Biandronno[12]
- San Vito martire di Bogno
- Santa Margherita di Cadrezzate
- San Martino di Cardana
- San Carlo di Cazzago
- San Giacomo apostolo di Comabbio
- Santi Ippolito e Cassiano di Comerio[13]
- Purificazione di Maria Vergine di Cocquio
- Beata Vergine Assunta di Cocquio (frazioni)
- San Giovanni evangelista di Gavirate
- Santi Pietro e Paolo di Inarzo[14]
- San Martino vescovo di Ispra[14][15]
- Santo Stefano protomartire di Monvalle
- Santi Cosma e Damiano di Osmate
- Santi Quirico e Giuditta di Ternate[16]
- Santi Vito e Modesto di Travedona[17]
- Sant'Andrea di Trevisago

## Società

### Evoluzione demografica
- 525 nel 1751
- 944 nel 1805
- 1 517 dopo annessione di Bogno e di Cardana nel 1809
- 1 658 nel 1853
- 1 877 nel 1861

Abitanti censiti

Nota: i dati ISTAT prefascisti non riflettono la reale situazione dell'epoca.

### Etnie e minoranze straniere
Secondo i dati ISTAT al 31 dicembre 2009 la popolazione straniera residente era di 819 persone. Le nazionalità maggiormente rappresentate in base alla loro percentuale sul totale della popolazione residente erano:
- Marocco 171 1,88%
- Albania 167 1,83%

## Infrastrutture e trasporti

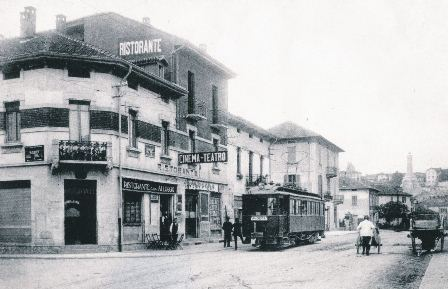
Besozzo, tram

Besozzo possiede una stazione ferroviaria facente parte della ferrovia Luino-Milano, ed è servita dalla linea N20 delle Autolinee Varesine sulla tratta Varese-Sesto Calende.

Fra il 1914 e il 1940 Besozzo ospitò una fermata della tranvia Varese-Angera, gestita dalla Società Anonima Tramvie Orientali del Verbano (SATOV).

## Sport
La principale società sportiva cittadina è il Football Club Verbano Calcio A.S.D., militante al 2025 in Promozione Lombardia (sesto livello del calcio italiano), che disputa le gare casalinghe allo stadio comunale Sergio Marvelli. Ha qui sede la Federazione Paralimpica Italiana Calcio Balilla anche detta FPICB, affiliata al Comitato Italiano Paralimpico.